# 小早川景平
小早川 景平（こばやかわ かげひら）は、鎌倉時代初期の武将、安芸国沼田荘を支配した鎌倉幕府御家人。

## 生涯
平賀義信の五男で、土肥遠平の養子となった。 建永元年（1206年）、所領の安芸国沼田荘を嫡男の小早川茂平と次男の小早川季平に分割相続させ、幕府に申請した。翌年、源実朝と北条政子の安堵下文を得て、幕府に認めさせた。また、三男の景光に相模国成田荘内の飯泉郷（飯泉氏）、四男の時景に小松を譲った（小松氏）。
建暦3年（1213年）の和田合戦で、遠平の嫡子土肥維平が和田義盛に味方して捕らえられ処刑されたため、土肥氏嫡流も継承した。
景平以降、嫡子以等が次々と別家を立て、小早川氏の一門・譜代の家臣となり、主家を支えるようになった。

## 参考資料
- 今井尭ほか編『日本史総覧』 3（中世 2）、児玉幸多・小西四郎・竹内理三監修、新人物往来社、1984年3月。ASIN B000J78OVQ。ISBN 4404012403。 NCID BN00172373。OCLC 11260668。全国書誌番号:84023599。
- 佐藤和彦 編『吾妻鏡事典』東京堂出版、2007年8月。ISBN 978-4-490-10723-4。 NCID BA82881536。OCLC 676064561。全国書誌番号:21288455。
- 安田元久 編『鎌倉・室町人名事典』新人物往来社、1985年11月。ISBN 4404013027。 NCID BN0016709X。全国書誌番号:86011472。